# Rinie van den Elzen
Marinus Jacobus (Rinie) van den Elzen (Rotterdam, 15 juni 1961) is een Nederlands stemacteur.

## Werk
Van den Elzen begon in het begin van de jaren negentig, nadat hij jaren als dj werkzaam was geweest, als stemacteur. Hij spreekt talloze radio- en televisiereclamespotjes in, is voice-over voor televisieprogramma's en spreekt animatiefilms, games en series in. Ook werkt hij als typetjesmaker en imitator en schrijft hij liedjes. In 2013 werd Van den Elzen zelf geïmiteerd in de openingsaflevering van het vijfde seizoen van het satirische televisieprogramma De TV Kantine. Ook in Koefnoen werd de stem van Van den Elzen geïmiteerd en in 2018 was het Jochem Myjer die hem nadeed in zijn theaterprogramma Adem in, adem uit. Inmiddels is van den Elzen nog steeds met regelmaat te horen in TV programma's als voice-over en schrijft hij nu doorgaans zijn eigen teksten. Ook is Rinie als tekstschrijver voor content verbonden aan het Radio-programma Evers & Co van Edwin Evers op Radio 538

## Filmografie

### Films en series (stemacteren en zang)
- 1995 - Baantjer S1 afl. 9 De moord in het Kremlin (stem van barvrouw[man]) RTL 4
- 2000 - Bij ons in de Jordaan (stem van radioverslaggever) VPRO
- 2004 - 2007 - Café de Wereld - De wereld draait door VARA (de stemmen van Johan Cruyff, Geert Wilders, Frans Bauer, Louis van Gaal, Prem Radakishun)
- 2005 - Robots (stem van Madame Gasket) 20th Century Fox
- 2006 - Barnyard (stem van Bud, the JerseyCow) Paramount Pictures / Nickelodeon Movies
- 2006 - Frank & Frey 2 (stem van Michel P. Bickerstaff) Walt Disney
- 2006 - Flushed Away (voetbalcommentaar en diverse stemmen) DreamWorks / Aardman Animations
- 2006 - 2011 Sprookjesboom (televisieserie) - (stemmen van Wolf, Draak en Kabouter Ké) Efteling S1
- 2007 - Alvin en de chipmunks (diverse stemmen) 20th Century Fox
- 2007 - The Secret (stemmen van Mike Dooley en Neale Donald Walsch)
- 2008 - Telefilm De Fuik IDTV Film (stem van klant) VPRO
- 2008 - The Pixar story
- 2008 - George of the Jungle (2007) (diverse stemmen) VARA Z@ppelin / Cartoon Network / Ketnet
- 2009 - De Bliksems - (de stem)
- 2009 - Dance album cd Eddy Zoëy El Dio * Acquisition (Car salesman)
- 2009 - Alvin en de chipmunks 2 (diverse stemmen) 20th Century Fox
- 2010 - Sally Bollywood (diverse stemmen) Ketnet
- 2010 - Marmaduke - (diverse stemmen) 20th Century Fox
- 2012 - Sprookjesboom (animatiefilm) - (stemmen van Wolf, Draak en Kabouter Ké) Efteling
- 2012 - The Avengers: United They Stand - (diverse stemmen)
- 2015 - De Notenkraak - (stem van Vingers)

### Computerspelen (nasynchronisatie)
- 2005 - Command & Conquer Renegade
- 2005 - Emperor Battle for Dune
- 2005 - Crash TTR
- 2005 - FIFA Street - PS2
- 2005 - 2010 - Buzz!: The Quiz spellenreeks PS2 / PS3 - stem van quizmaster
- 2006 - Heavenly Sword - PS3
- 2007 - Crash of the Titans
- 2007 - Uncharted Drake's Fortune
- 2007 - 2013 - Ratchet and Clank spellenreeks
- 2007 - Thomas and friends, eye toy
- 2010 - TV Superstars
- 2012 - All Stars PS3
- 2014 - Skylanders
- 2014 - Ducktypen stem van Meester Warbol
- 2018 - Tiptoi Ravensburger, stem van Uilke Uitvinder

### Televisie (voice-over)
- Boobytrap (televisieprogramma) - Veronica / Yorin
- De ontroerend goed show - AVRO
- Miss Nederland - RTL 4
- Doet-ie 't of doet-ie 't niet - RTL 4
- 5 tegen 5 - RTL 4/Talpa
- Miss Talent - SBS6
- Lotto's Hotspot - SBS6
- Superscore - RTL 4
- Late night - RTL 4
- Kras - SBS6
- Wat 'n week - RTL 5
- Make my day - Veronica
- It's my life - SBS6
- Heb ik dat? - RTL 4
- Domino Day - Net5 SBS6
- Zon, zweet en goud - Fox 8
- D'r op of d'r onder - SBS6
- Link - Net5
- De Sponsor Loterij Trap - SBS6
- Judas Game - Veronica
- Je echte leeftijd - RTL 4
- Het mannetje - Talpa
- De NIX factor - Talpa
- Op z'n Hollands - Talpa
- 7 Plagen - Talpa
- 10 sterren restaurant - Talpa
- Joling & Gordon over de vloer - Talpa/RTL 4
- Toppers in de sneeuw - Talpa
- Toppers op weg naar de ArenA - Talpa
- Gordon in de mode - Talpa
- Vreemde kostgangers - EO
- 1 Miljoen Wat? (S2-) - Tien
- How to look good naked - Tien
- Shockdoc - Tien
- De 20 meest . . . - Tien
- Toppers de weg naar de ArenA - Tien
- Knevel & Van den Brink - EO
- Da Vinci - (TV Oost)
- De Huwelijksreis - EO
- Onverwacht bezoek - EO
- Mijn man kan niet dansen - RTL 4
- Bankgiro Loterij: De Gemene Deler - RTL 4
- Zwarte hand RVU - NED3
- De Frogers: Effe geen cent te makken - RTL 4
- Toppers op weg naar Moskou - TROS
- Glitter Glamour Gordon - RTL 4
- RTL Job Experience - RTL 5
- De Frogers: Helemaal Heppie - RTL 4
- RTL Boulevard - RTL 4
- Bonje met de buren - RTL 4
- De jongens tegen de meisjes - RTL 4
- Barbie's bruiloft - RTL 5
- Barbie's Baby - RTL 5
- Villa Morero - SBS6
- In goed gezelschap - NED3/VARA
- Passie in de polder - RTL 5
- Huisje boompje Barbie - RTL 5
- Hoe schoon is... - RTL 4
- Jokertjes JAwoord - RTL 5
- Samantha en Michael ... - RTL 5
- Britt en Ymke aan de Bak in Blanes - RTL 5
- Geer & Goor: Effe geen cent te makken - RTL 4
- Everybody Loves Joey - RTL 5
- Geer & Goor: waarheen, waarvoor? - RTL 4
- Zoete Wraak - SBS6
- Wie heeft de leukste? - SBS6
- Bobbi Eden: Dubbel D in LA - RTL 5
- Alles voor de man - RTL 7
- Superfans - RTL 5
- De Roelvinkjes - RTL 5
- Andy & Melisa: Een Huwelijk In De Steigers - RTL 5
- Geer & Goor: Zoeken een hobby! - RTL 4
- Nieky Holzken: De knock-out van Brabant - RTL 5
- Alles voor de man - RTL 7
- The Mix-up - RTL 5
- Queens of the jungle - SBS6
- Oh Oh Daar Gaan We Weer! - RTL 5
- Peter Jan & Virginia: Doen ze 't of doen ze 't niet? - RTL 5
- Geer & Goor: Stevig Gebouwd - RTL 4
- Mensenkennis - SBS6
- Happy Hour - SBS6
- Mijn zaak is de beste - RTL 4
- Mijn Kerst is de beste - Net5
- Beat the Box - SBS6
- De Gordon tegen Dino Show - SBS6
- Love Island - RTL 5
- Waar is dat feestje - SBS6
- Herman helpt een handje - SBS6
- Werners Garage - Veronica
- De Bourgondiërs - RTL 4
- Chateau Bijstand - SBS6
- De Hollandse Nieuwe - SBS6
- Het beste antwoord - SBS6
- Date Smakelijk - SBS6
- De Megarun - RTL7
- Een eigen huis - NET5
- Dit ben ik, Gordon! SBS6

### Televisie (teksten)
- Boobytrap (televisieprogramma) - Yorin (gedeelte van candids)
- Sportflaters - Sport 7/SBS6 (bloopers)
- Nieuws en Nonsens - RTL 5 (comedyteksten filmpjes)
- ¿Ken-dit? - SBS6 (sketches Ad & Cor)
- Domino Day - SBS6 (presentatieteksten Hans Kraay jr. en Wendy van Dijk)
- De Staatsloterijshow - RTL 4 (songteksten Anita Meyer)
- Lasershow - Efteling (animatiescript)
- Café de Wereld - VARA (comedyteksten)
- Knevel en van den Brink - EO-intro animatie
- Wat een poppenkast! - SBS6
- De Hollandse Nieuwe - SBS6 [ VO teksten ]
- Een eigen huis - NET5 [ VO teksten ]
- Dit ben ik, Gordon! - SBS6 [ VO teksten ]

### Radio (teksten)
- The Magic friends - 3FM NCRV Sjors Fröhlich en Peter Plaisier
- Plaisier! - 3FM NCRV Peter Plaisier
- JAcobus - 3FM Katholieke Radio Omroep Cobus Bosscha
- Radio Corona - theatershow van De Coronas (samen met Frank Westrus)
- Sprookjesboom - Efteling alle teksten CD 'Wondere Winter Liedjes' Efteling Media
- De Coronas - Club 27 (teksten Wolfman Jack)
- J.F.K. Jazzy Funky Kool - [Radio 10 Groep/Wegener] (tegenwoordig onderdeel van Talpa)
- Sprookjesboom - Efteling alle teksten CD 'Zonnige Zomer Liedjes' Efteling Media
- Efteling CD Jokie de Pretneus - CD zingen is een feestje (teksten voor zes liedjes)
- Evers & Co - Radio 538  content bijdrage, teksten en liedjes